# Hôtel Lambertz
L'hôtel Lambertz, bâti au XVIIIe siècle et XIXe siècle, est situé 2 rue Gallieni à La Rochelle, en France. L'immeuble a été inscrit au titre des monuments historiques en 2007.

## Historique
Le bâtiment est inscrit au titre des monuments historiques par arrêté du 3 juillet 2007.